# راساک
راساک (به اسپانیایی: Rasac) یک کوه در پرو است که در منطقه انکاش واقع شده‌است. راساک ۶٬۰۱۷ متر بالاتر از سطح دریا واقع شده‌است.